# VOC-Abgabe
Die VOC-Abgabe ist eine Schweizer Lenkungsabgabe, welche die Emission flüchtiger organischer Verbindungen (volatile organic compounds, VOC) reduzieren soll.
Den besteuerten Verbindungen wird eine schädigende Wirkung auf Mensch und Umwelt zugeschrieben. Sie werden als Lösungsmittel in zahlreichen Branchen eingesetzt und sind in verschiedenen Produkten enthalten, so etwa in Farben, Lacken, Reinigungsmitteln, Körperpflegeprodukten und als Treibmittel in Spraydosen. Gelangen diese Stoffe in die Luft, haben sie eine schädigende Wirkung auf Mensch und Umwelt. VOC wirken aber vor allem als Vorläufersubstanzen bei der Bildung von bodennahem Ozon. Dieses wird aus VOC und Stickoxiden (NOx) unter Einwirkung von Sonnenlicht gebildet und sorgt besonders in den Sommermonaten für negative Schlagzeilen als Sommersmog.
Um VOC-Emissionen zu verringern, hat die Schweiz zum 1. Januar 2000 die VOC-Lenkungsabgabe eingeführt. Von 1998 bis 2004 ging die Emission der dieser Abgabe unterstellten VOC um rund ein Drittel zurück. Die Erhebung der VOC-Lenkungsabgabe ist in der Verordnung über die Lenkungsabgabe auf flüchtigen organischen Verbindungen (VOCV) geregelt.
Die VOC-Lenkungsabgabe wird durch die  Eidgenössische Zollverwaltung (EZV) bei der Einfuhr in die Schweiz bzw. bei der Herstellung im Inland erhoben. Der Abgabesatz beträgt seit dem 1. Januar 2003 CHF 3 pro kg VOC (in den Jahren 2000 bis 2002 CHF 2 pro kg).
VOC, die so behandelt oder verwendet werden, dass sie nicht in die Umwelt gelangen, sind von der Abgabe befreit. Ebenfalls von der Abgabe befreit werden exportierte VOC.  Falls Unternehmen diese Menge belegen können, können sie bei der EZV einen Antrag zur Rückvergütung der Lenkungsabgabe stellen.
Zudem hat der Bundesrat, infolge der COVID-19-Pandemie, die Abgabe auf Flächendesinfektionsmittel bis Ende 2021 aufgehoben.
Das Umweltschutzgesetz sieht vor, dass der Ertrag der VOC-Lenkungsabgabe gleichmäßig an die Bevölkerung verteilt wird, wie dies auch für die Einnahmen aus der Lenkungsabgabe auf dem Schwefelgehalt von Heizöl Extraleicht (HEL) und der Lenkungsabgabe auf Benzin und Diesel (BDS) gilt. Im Jahr 2008 wurde jedem Berechtigten aus allen Abgaben der Betrag von CHF 16.80 vergütet; die Einnahmen aus diesen Umweltabgaben betrugen im Jahr 2006 rund 127 Millionen Franken.
Die Verteilung der Einnahmen aus den Lenkungsabgaben erfolgt durch die Krankenversicherer. Diese verfügen über ein aktuelles Adressenverzeichnis der Einwohner der Schweiz, da die Grundversicherung für alle obligatorisch ist. Der zu verteilende Betrag wird bei den monatlichen Prämienrechnungen anteilmässig abgezogen. Er wird an alle Personen vergütet, die am 1. Januar des Verteilungsjahres der Versicherungspflicht nach Krankenversicherungsgesetz (KVG) unterstehen und ihren Wohnsitz oder ihren gewöhnlichen Aufenthalt in der Schweiz haben.